# Eurasier
Eurasier[Nota] é uma raça canina oriunda da Alemanha. Considerada relativamente nova, teve como seus primeiros criadores a família Wipfel. Em 1950, Julius Wipfel, conhecido como pai do Eurasier, iniciou os cruzamentos que geraram estes caninos. Seu objetivo era o de criar um spitz de médio porte, que pudesse conviver com famílias, respeitar comandos, ter o temperamento calmo e controlado, e se adaptar a vida urbana e rural. Este mesmo animal deveria ser ainda belo, atrativo e ter a pelagem de cores variadas. Finalmente, em 1972, o padrão desejado foi atingido e o eurasier foi reconhecido como raça um ano mais tarde. Apesar de ser vista como recente, tornou-se popular na Europa, somando pouco mais de 8 mil exemplares registrados até 2011.